# NP Plitvička jezera
NP Plitvička jezera este o arie protejată (arie de protecție specială avifaunistică — SPA) din Croația întinsă pe o suprafață de 29.698,36 ha, integral pe uscat.

## Localizare
Centrul sitului NP Plitvička jezera este situat la coordonatele 44°51′12″N 15°35′03″E / 44.853197°N 15.58418°E.

## Înființare
Situl NP Plitvička jezera a fost declarat arie de protecție specială avifaunistică în iulie 2013 pentru a proteja 25 de specii de animale.

## Biodiversitate
Situată în ecoregiunea alpină, aria protejată nu include niciun habitat protejat.
La baza desemnării sitului se află mai multe specii protejate de  păsări (25): minunița (Aegolius funereus), pescăruș albastru (Alcedo atthis), ciuf de câmp (Asio flammeus), cocoșul de mesteacăn (Bonasa bonasia), buha (Bubo bubo), caprimulg (Caprimulgus europaeus), barză neagră (Ciconia nigra), erete cenușiu (Circus pygargus), cristeiul de câmp (Crex crex), ciocănitoare cu spate alb (Dendrocopos leucotos), ciocănitoarea de stejar (Dendrocopos medius), ciocănitoare neagră (Dryocopus martius), presură de grădină (Emberiza hortulana), șoim călător (Falco peregrinus), muscar-gulerat (Ficedula albicollis), muscar (Ficedula parva), ciuvică (Glaucidium passerinum), sfrâncioc roșiatic (Lanius collurio), sfrânciocul cu frunte neagră (Lanius minor), ciocârlie de pădure (Lullula arborea), viespar (Pernis apivorus), ciocănitoare de munte (Picoides tridactylus), ciocănitoare verzuie (Picus canus), huhurezul mic (Strix uralensis), silvie porumbacă (Sylvia nisoria).